# Grand Hyatt Hotel
Le Grand Hyatt Hotel est un gratte-ciel de 104 mètres de hauteur construit à Melbourne en Australie.
Il abrite sur 32 étages un hôtel de la chaine Hyatt comprenant 580 chambres. C'est l'un des hôtels le plus important de Melbourne et l'un des rares gratte-ciel de la planète à avoir la forme d'un arc de cercle.
L'architecte est l'agence australienne Peddle Thorp Melbourne Pty. Ltd.